# Canton de Caen-9
Le canton de Caen-9 est une ancienne division administrative française située dans le département du Calvados et la région Basse-Normandie.

## Géographie
Ce canton était organisé autour de Caen dans l'arrondissement de Caen.
Ce canton, situé uniquement sur la rive droite de Caen, était composé des quartiers Vaucelles, Sainte-Thérèse, boulevard Leroy et Guérinière.

## Histoire
Le canton est créé par le décret no 82-132 du 5 février 1982 portant modification et création de cantons dans le département du Calvados (Caen-1 à Caen-10). Il est supprimé par le décret no 2014-160 du 17 février 2014 dans le cadre du redécoupage cantonal de 2014.

## Représentation
| Période | Période | Identité             | Étiquette | Qualité |
| ------- | ------- | -------------------- | --------- | --- |
| 1982    | 1988    | Mme Dominique Robert | PS        | Suppléante de Louis Mexandeau (1988-1991), députée (1991-1993), conseillère municipale de Caen                              |
| 1988    | 1994    | Anne-Marie Seguin    | PS        | |
| 1994    | 2015    | Gilles Déterville    | PS        | Consultant Conseiller municipal (ancien maire adjoint) de Caen, suppléant du député Philippe Duron (1997-2002 et 2007-2012) |

Le canton participe à l'élection du député de la première circonscription du Calvados.
Réélu en 2001 et en 2008 dès le premier tour, Gilles Déterville est président du groupe socialiste et radical au conseil général du Calvados depuis 2001. Il est par ailleurs député suppléant de la circonscription et était maire adjoint de Caen chargé des affaires sociales jusqu'aux élections municipales de 2014.

## Composition

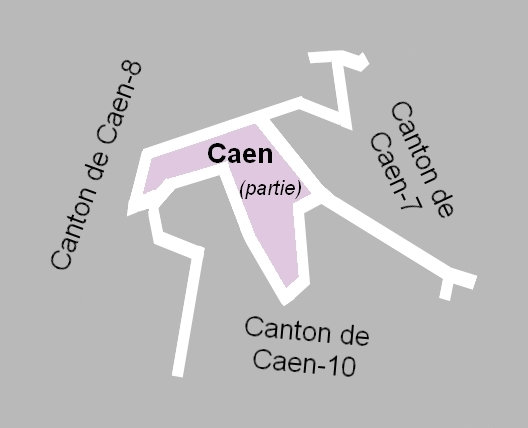
La carte de localisation du canton. Les cantons limitrophes étaient ceux de Caen-8, de Caen-7 et de Caen-10.

Le canton de Caen-9 se composait d’une fraction de la commune de Caen. Il comptait 14 024 habitants en 2012 (population municipale).
Le canton était composé des quartiers de la Guérinière (bureau de vote 21), de Vaucelles (bureau 20 — Branville) et de Sainte-Thérèse (bureau 18 — Boulevard Leroy). Son territoire est officiellement déterminé « au nord par la ligne SNCF Paris-Cherbourg, à l'est, par l'axe des voies suivantes : rue Roger-Bastion, rue des Muets, rue Léon-Marcotte, rue Baumier, boulevard Leroy, rue Victor-Lépine, rue de la Touques, rue Pierre-Gringoire, avenue Sainte-Thérèse ; au sud-est, la limite de la commune de Caen ; à l'ouest, par l'axe des voies suivantes : rue de Falaise, boulevard du Maréchal-Lyautey, avenue d'Harcourt (jusqu'à la limite communale), la limite avec la commune de Louvigny (jusqu'à la rivière l'Orne), la rivière l'Orne (jusqu'à la ligne de chemin de fer Paris-Cherbourg) ».
À la suite du redécoupage des cantons pour 2015, la plus grande partie du canton est rattachée au canton de Caen-4. La partie à proximité de l'Orne et de la voie de chemin de fer est intégrée au canton de Caen-5.

## Démographie
| 1982 | 1990   | 1999   | 2006   | 2011   | 2012   |
| ---- | ------ | ------ | ------ | ------ | ------ |
| -    | 16 619 | 15 208 | 14 425 | 14 245 | 14 024 |